# Хевчен
Хевче́н — разъезд в Амурском районе Хабаровского края. Входит в состав Болоньского сельского поселения.

## География
Разъезд находится на железнодорожной линии Волочаевка II — Комсомольск-на-Амуре между Разъездом 18 и казармой 207 км.

## Население
| 2002 | 2010 | 2011 | 2012 | 2021 |
| ---- | ---- | ---- | ---- | ---- |
| 61   | ↘30  | →30  | ↘29  | ↘18  |